# Neomyrina periculosa
Neomyrina periculosa är en fjärilsart som beskrevs av Hans Fruhstorfer 1913. Neomyrina periculosa ingår i släktet Neomyrina och familjen juvelvingar. Inga underarter finns listade i Catalogue of Life.